# 蛇形巨口魚
蛇形巨口魚（学名：Stomias boa ferox）为輻鰭魚綱巨口鱼目巨口鱼科的其中一種。分布於大西洋區，包括從冰島至加那利群島及格陵蘭至美國東部海域，為深海魚類，體長可達30公分，屬肉食性，以魚類及甲殼類為食。

## 扩展阅读
維基物種上的相關：蛇形巨口魚